# 復康巴士
復康巴士指的是載送身心障礙者的公共汽車。與一般的巴士不同的是，復康巴士多加裝了方便身心障礙者上下車的輔助器材，例如輪椅升降機等。有些有固定的運行路線，也有些採預約制，點對點接送身心障礙者。

## 例子

### 香港
在香港提供復康巴士服務的團體主要分為非牟利和自負盈虧兩種類，同樣為香港殘疾人士提供通勤及其他需要的接載服務。
- 非牟利的復康巴士：

香港復康會
冠忠無障礙
- 自負盈虧的復康巴士：

易達巴士

### 中華民國（臺灣）
- 政府補助（非營利）：

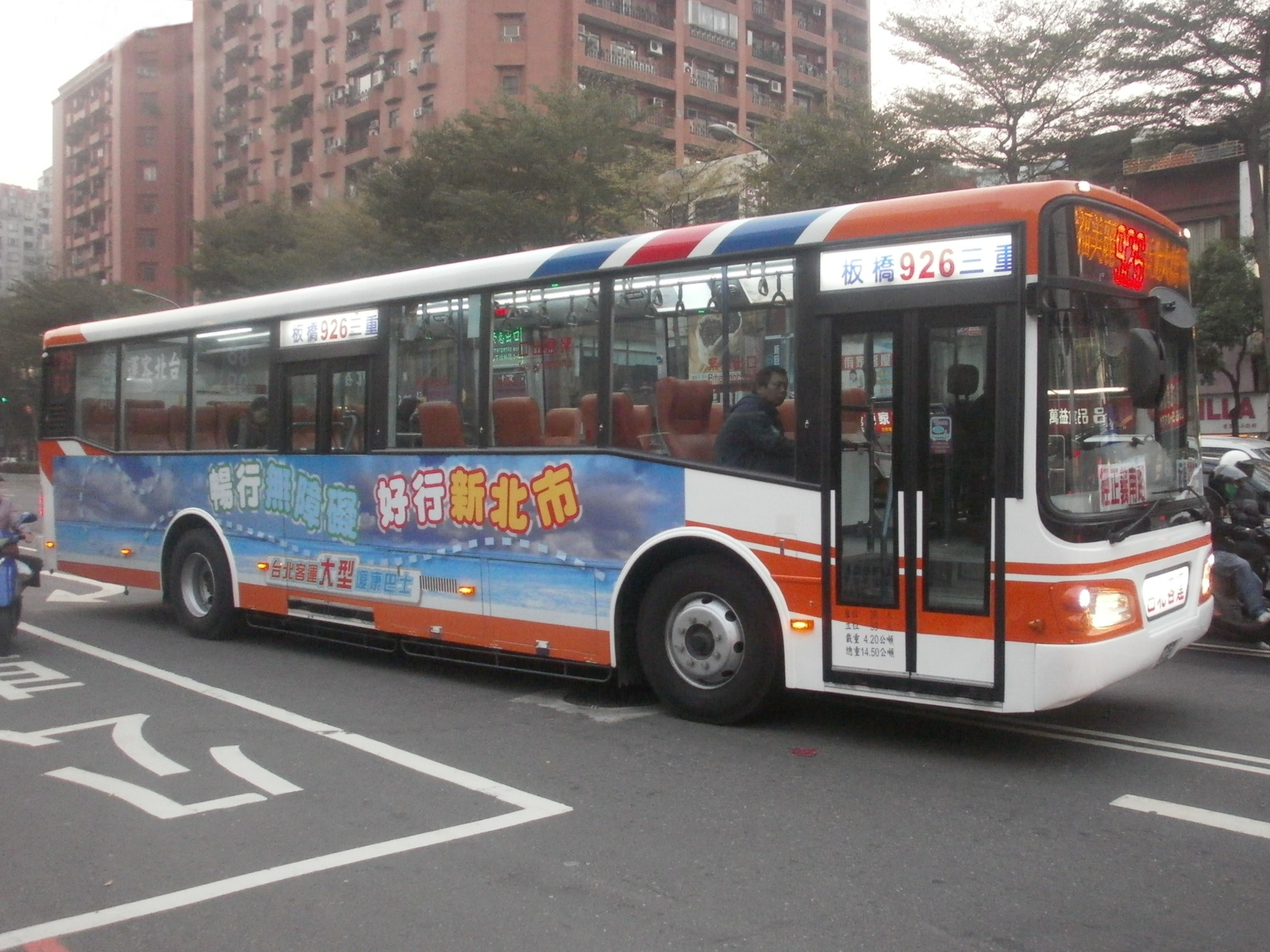
行駛新北市公車926線的大型復康巴士車輛

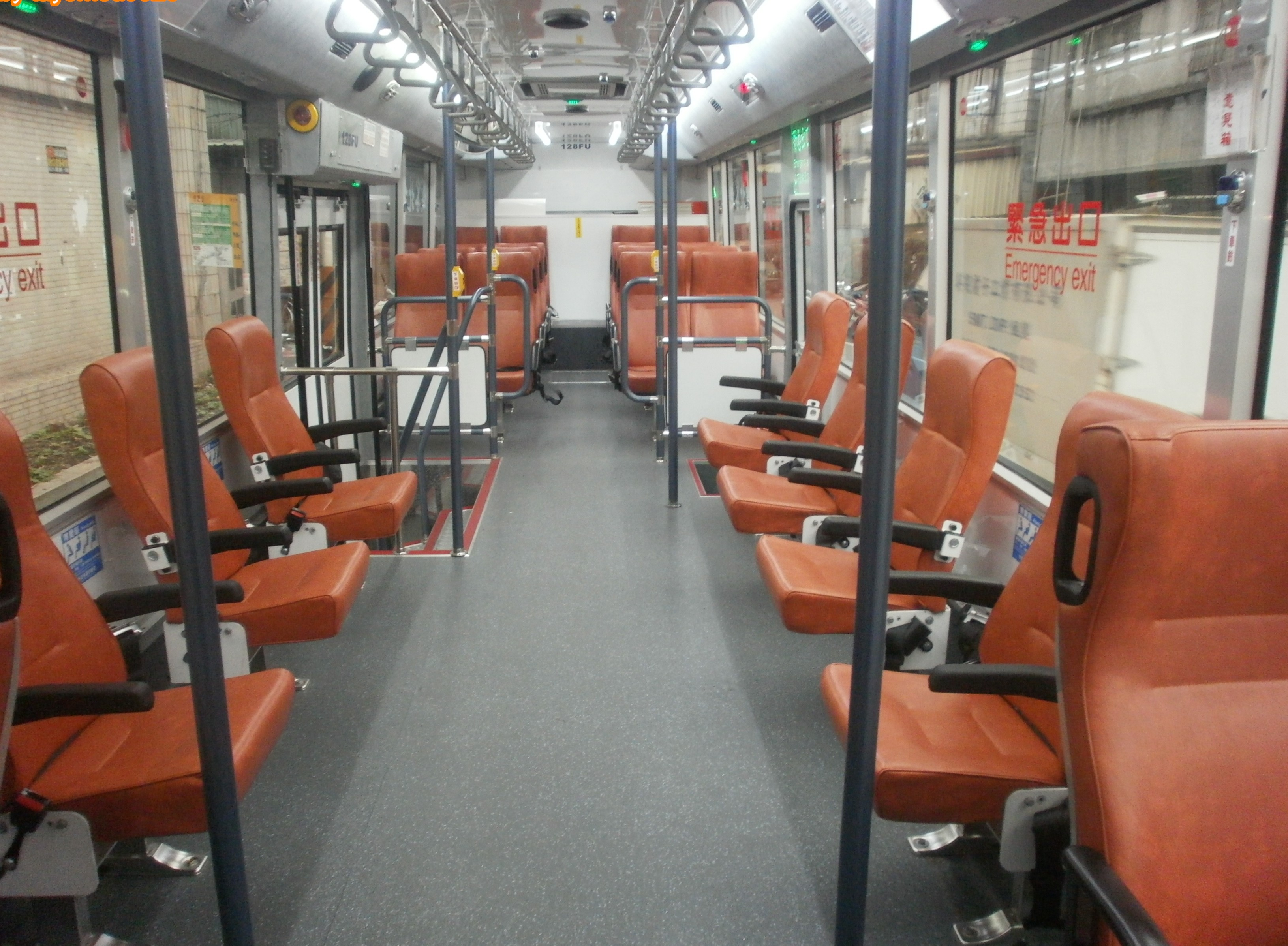
台北客運大型復康巴士車輛內裝

  - 台灣的復康巴士是由各縣市政府自行辦理，有些縣市是租用車輛營運，也有民營的交通接送服務。
  - 台北市向台灣租車租用及委託伊甸社會福利基金會經營，數量200輛。
  - 新竹市是由國光客運捐助，數量8輛。
  - 新北市由育成社會福利基金會經營。採用民間捐贈及自行採購並行，數量121輛
  - 台北市、新北市、基隆市已經於民國98年（2009年）簽訂互惠合作，以擴大服務範圍。
  - 高雄市由高雄市公車處車輛委託伊甸社會福利基金會經營。
  - 臺南市長照2.0交通接送服務由重安復康巴士經營。

使用者必須是設籍當地縣（市）領有身心障礙證明的身心障礙者，其收費則是依各縣（市）規定，服務內容和收費標準有所不同，而使用者多半需事先電話預約及確認。
台北市定時行駛的大復康巴士博愛公車。
- 自費（營利）：

坊間目前除無障礙計程車外（如台灣大車隊、皇冠大車隊、臺南-重安交通等），亦有自費的復康巴士，如重安復康巴士、多扶接送、臺中-心佑復康、立元交通、中保無限+接送服務等。

## 外部連結
- 重安福祉集團-重安復康巴士 （页面存档备份，存于）
- 重安福祉集團-重安福祉科技-最佳的移動解決方案 （页面存档备份，存于）
- 上裕／毅泰租貨集團 （页面存档备份，存于）
- 台灣福祉 讓輪椅者輕鬆上車 （页面存档备份，存于）
- 輔康企業 無障礙車輛改造 （页面存档备份，存于）
- 中保無限+ 接送服務
- 多扶無障礙接送 （页面存档备份，存于）
- 萬客隆復康巴士 （页面存档备份，存于）
- yam蕃薯藤 身心障礙者服務資訊網 （页面存档备份，存于）
- 育成基金會復康巴士 （页面存档备份，存于）
- 新竹復康巴士
- 香港復康會
- 香港復康會 易達旅遊[永久]
- 台灣租車復康巴士線上預約系統
- 伊甸基金會復康巴士